# Sophora moorcroftiana
Sophora moorcroftiana là một loài thực vật có hoa trong họ Đậu. Loài này được (Benth.) Baker miêu tả khoa học đầu tiên.

## Hình ảnh

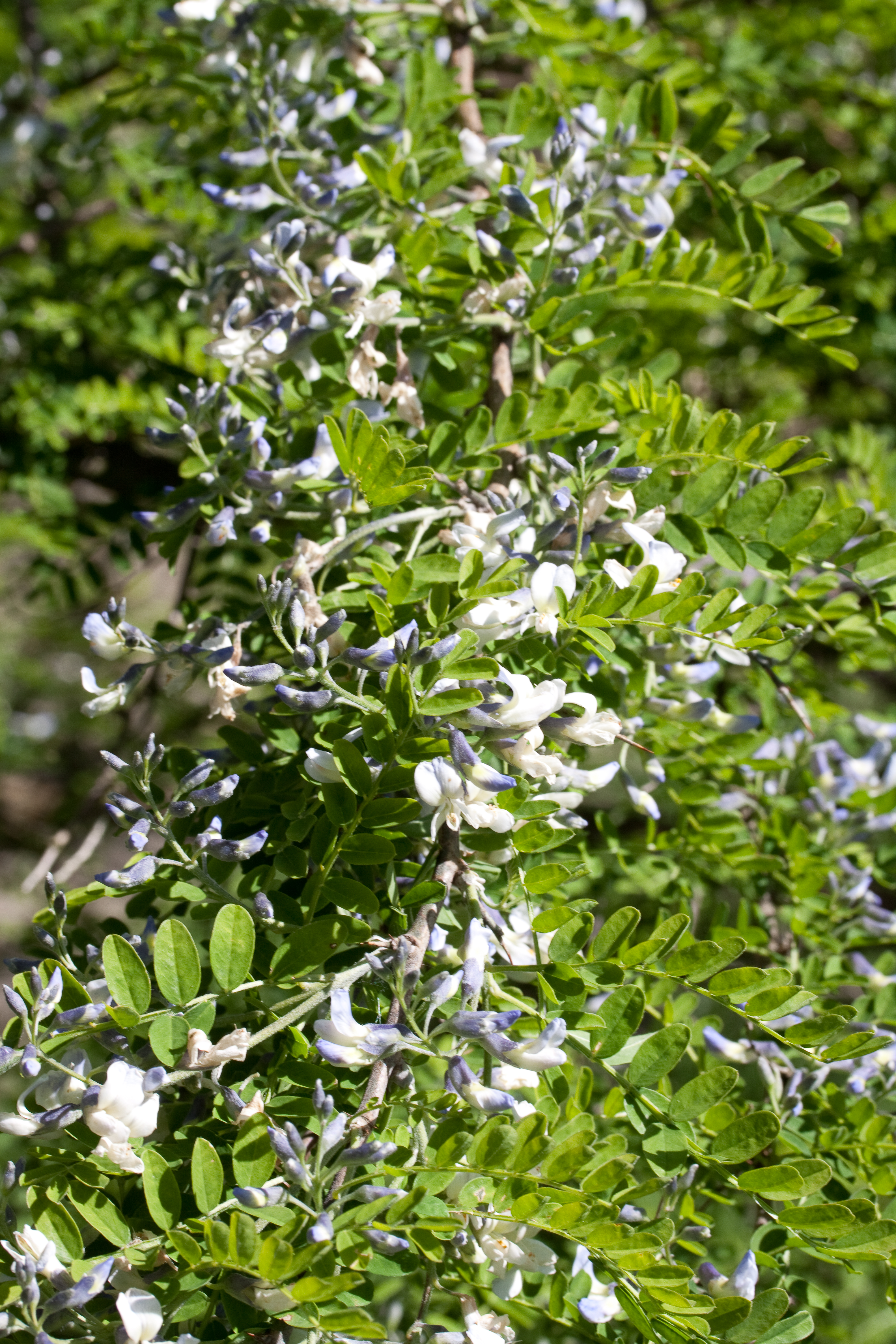